# Покурлей (Саратовская область)
Покурлей — село в Вольском районе Саратовской области Российской Федерации, входит в состав населённых пунктов Междуреченского муниципального образования.

## География
Покурлей располагается в северной части Вольского района на границе с Ульяновской областью, в 53 километрах от города Вольска и в 142 километрах от города Саратова. Через всё село протекает одноименная река.

## История
Село Покурлей было основано сподвижником Петра Великого графом Гавриилом Ивановичем Головкиным в 1703 году. Он выпросил у царя несколько десятин и 600 крепостных крестьян, оправив их на новые места вместе со своим непутёвым сыном.
Село Покурлей в 1840 году считалось полностью новообрядческим. Но уже через несколько лет село перешло в разряд старообрядческих идей. В окрестностях села существовал Хайдаровский скит. Сюда приходили люди с окрестных населённых пунктов, чтобы помолиться.
В 1890 году село насчитывало 3000 человек проживающих.
В 1810 году построено здание церкви — Храм во имя преподобного Александра Свирского. Школа была основана в 1872 году.

## Население
| 2002 | 2010 |
| ---- | ---- |
| 569  | ↘418 |

## Люди, связанные с селом
Уроженцами села Покурлей являются:
- генерал армии Александр Михайлович Майоров,
- герой Советского Союза Андрей Филиппович Плеханов,
- художник Николай Григорьевич Линьков,
- народная Артистка России Раиса Ильинична Гончарова.

## Образование
В селе работает муниципальное общеобразовательное учреждение общеобразовательная школа с. Покурлей Вольского района Саратовской области.